# Evelyn Ankers
Evelyn Ankers (Valparaíso, 17 agosto 1918 – Maui, 29 agosto 1985) è stata un'attrice statunitense.

## Biografia
Nata a Valparaíso (Cile), da genitori britannici, durante gli anni venti ritornò con la famiglia in Inghilterra, e qui scoprì la propria vocazione per la recitazione. Debuttò sul grande schermo con brevi ruoli non accreditati in film quali L'arte e gli amori di Rembrandt (1936), Sangue gitano (1937), Elisabetta d'Inghilterra (1937) e L'ultimo treno da Mosca (1937). Allo scoppio della seconda guerra mondiale si trasferì negli Stati Uniti e firmò un contratto con la casa produttrice Universal Pictures. Il suo primo impegno cinematografico in una produzione hollywoodiana fu nel ruolo di Norma Lind nel film L'inafferrabile spettro (1941), una commedia dai risvolti horror, accanto ai comici Bud Abbott e Lou Costello e al giovane Richard Carlson.
Subito dopo passò al genere horror vero e proprio quando fu scritturata per il ruolo di Gwen Conliffe nel film L'uomo lupo, in cui ebbe per la prima volta come partner Lon Chaney Jr.. La pellicola fu uno dei grandi successi della stagione cinematografica 1941-1942 e attirò una vasta platea di spettatori, affascinati dalla vicenda di Lawrence Talbot (Chaney Jr.), appena giunto in Inghilterra presso la casa paterna, il quale dopo una serata al luna park in compagnia della ragazza che sta corteggiando (la Ankers), viene morso da un lupo e si trasforma in un licantropo.
L'attrice si trovò stabilmente legata al genere horror e ne divenne una delle interpreti più assidue. Ritrovò come partner Chaney Jr. nel film Il terrore di Frankenstein (1942), in cui interpretò il ruolo di Elsa, la figlia del defunto barone Frankenstein, lo scienziato creatore del mostro. Oltre a Chaney Jr., che interpretò la creatura, nel film recitò anche Bela Lugosi nella parte di Ygor. Nel successivo Il figlio di Dracula (1943), la Ankers recitò nuovamente con Chaney Jr., interpretando il ruolo di Claire Caldwell, giovane ereditiera di New Orleans la cui sorella sposa il conte Alucard, un misterioso straniero che si rivela essere il vampiro Dracula.
Nel frattempo ebbe modo di spaziare anche nel genere poliziesco classico, prendendo parte a Sherlock Holmes e la voce del terrore (1942), terzo film della coppia Basil Rathbone-Nigel Bruce, qui impegnati a sventare un complotto ad opera di un gruppo di dinamitardi nazisti. Recitò nuovamente con Rathbone e Bruce in Sherlock Holmes e la perla della morte (1944), vicenda incentrata sulla caccia a un prezioso gioiello, la "perla dei Borgia". Nello stesso anno lavorò in un'altra pellicola del filone horror, La rivincita dell'uomo invisibile (1944), al fianco di Jon Hall. Tra gli altri horror da lei interpretati, sono da ricordare The Mad Ghoul (1943), con Turhan Bey, e The Frozen Ghost (1945), in cui recitò ancora una volta con Lon Chaney Jr. Apparve anche in alcune commedie come Le conseguenze di un bacio (1943), in film di propaganda come Eagle Squadron (1942) e Cinque maniere d'amare (1944), e in alcuni noir quali The Fatal Witness (1945) e The French Key (1946).
Nella seconda metà degli anni quaranta la sua carriera imboccò la parabola discendente e i suoi ruoli sul grande schermo si fecero più sporadici. Tra i film interpretati in questo periodo, sono da ricordare Tarzan e la fontana magica (1949), in cui ricoprì il ruolo di un'aviatrice alla ricerca della fonte della giovinezza che dà il titolo alla pellicola, e il western The Texan Meets Calamity Jane (1950), in cui ebbe il ruolo di protagonista nei panni della celebre avventuriera e pistolera del vecchio West. Durante gli anni cinquanta prese parte in maniera sporadica ad alcune serie televisive come General Electric Theater (1953) e Cheyenne (1958). Dopo un'ultima apparizione nel film No Greater Love (1960), accanto a Richard Denning, si ritirò definitivamente dalle scene.

## Vita privata
Evelyn Ankers si sposò nel 1942 con l'attore Richard Denning, futuro interprete del celebre film Il mostro della laguna nera (1954). I due recitarono insieme nel film d'avventura Black Beauty (1946) e nel drammatico No Greater Love (1960), ultimo film dell'attrice.
La Ankers visse con il marito nell'isola di Maui (Hawaii) fino alla morte, avvenuta nel 1985, all'età di 67 anni, per un cancro alle ovaie.

## Filmografia

### Cinema
- Lasciateci cantare (Land Without Music), regia di Walter Forde (1936)
- L'arte e gli amori di Rembrandt (Rembrandt), regia di Alexander Korda (1936)
- Sangue gitano (Wings of the Morning), regia di Harold D. Schuster e, non accreditato, Glenn Tryon (1937)
- Elisabetta d'Inghilterra (Fire Over England), regia di William K. Howard (1937)
- L'ultimo treno da Mosca (Knight Without Armour), regia di Jacques Feyder (1937)
- Bells of St. Mary, regia di James A. Fitzpatrick (1937) - cortometraggio
- Murder in the Family, regia di Albert Parker (1938)
- Coming of Age, regia di H. Manning Haynes (1938)
- The Claydon Treasure Mystery, regia di H. Manning Haynes (1938)
- The Villiers Diamond, regia di Bernard Mainwaring (1938)
- Second Thoughts, regia di Albert Parker (1938)
- Nel mondo della luna (Over the Moon), regia di Thornton Freeland e William K. Howard (1939)
- Bachelor Daddy, regia di Harold Young (1941)
- Hit the Road, regia di Joe May (1941)
- L'inafferrabile spettro (Hold That Ghost), regia di Arthur Lubin (1941)
- Burma Convoy, regia di Noel M. Smith (1941)
- L'uomo lupo (The Wolf Man), regia di George Waggner (1941)
- North to the Klondike, regia di Erle C. Kenton (1942)
- Il terrore di Frankenstein (The Ghost of Frankenstein), regia di Erle C. Kenton (1942)
- Eagle Squadron, regia di Arthur Lubin (1942)
- Pierre of the Plains, regia di George B. Seitz (1942)
- Sherlock Holmes e la voce del terrore (Sherlock Holmes and the Voice of Terror), regia di John Rawlins (1942)
- The Great Impersonation, regia di John Rawlins (1942)
- Keep 'em Slugging, regia di Christy Cabanne (1943)
- The Mad Ghoul, regia di James Hogan (1943)
- Captive Wild Woman, regia di Edward Dmytryk (1943)
- All by Myself, regia di Felix E. Feist (1943)
- Tua per sempre (Hers to Hold), regia di Frank Ryan (1943)
- Crazy House, regia di Edward F. Cline (1943)
- You're a Lucky Fellow, Mr. Smith, regia di Felix E. Feist (1943)
- Il figlio di Dracula (Son of Dracula), regia di Robert Siodmak (1943)
- The Mad Ghoul, regia di James P. Hogan (1943)
- Le conseguenze di un bacio (His Butler's Sister), regia di Frank Borzage (1943)
- Cinque maniere di amare (Ladies Courageous), regia di John Rawlins (1944)
- Weird Woman, regia di Reginald Le Borg (1944)
- La nave della morte (Follow the Boys), regia di A. Edward Sutherland (1944)
- Pardon My Rhythm, regia di Felix E. Feist (1944)
- La donna della giungla (Jungle Woman), regia di Reginald Le Borg (1944)
- La rivincita dell'uomo invisibile (The Invisible Man's Revenge), regia di Ford Beebe (1944)
- Sherlock Holmes e la perla della morte (The Pearl of Death), regia di Roy William Neill (1944)
- Due gambe... un milione (Bowery to Broadway), regia di Charles Lamont (1944)
- The Frozen Ghost, regia di Harold Young (1945)
- The Fatal Witness, regia di Lesley Selander (1945)
- The French Key, regia di Walter Colmes (1946)
- Queen of Burlesque, regia di Sam Newfield (1946)
- Black Beauty, regia di Max Nosseck (1946)
- Flight to Nowhere, regia di William Rowland (1946)
- Spoilers of the North, regia di Richard Sale (1947)
- L'ultimo dei Mohicani (Last of the Redmen), regia di George Sherman (1947)
- The Lone Wolf in London, regia di Leslie Goodwins (1947)
- Parole, Inc, regia di Alfred Zeisler (1948)
- Tarzan e la fontana magica (Tarzan's Magic Fountain), regia di Lee Sholem (1949)
- The Texan Meets Calamity Jane, regia di Ande Lamb (1950)
- No Greater Love (1960)

### Televisione
- Your Show Time – serie TV, 1 episodio (1949)
- Mr. & Mrs. North – serie TV, 1 episodio (1952)
- Cavalcade of America – serie TV, 1 episodio (1953)
- General Electric Theater – serie TV, 2 episodi (1953)
- The Adventures of Falcon – serie TV, 1 episodio (1954)
- The Star and the Story – serie TV, episodio 1x01 (1955)
- Screen Directors Playhouse – serie TV, episodio 1x12 (1955)
- The 20th Century-Fox Hour – serie TV, episodio 1x17 (1956)
- Cheyenne – serie TV, 1 episodio (1958)

## Doppiatrici italiane
- Nella Maria Bonora in L'uomo lupo, Il terrore di Frankenstein, L'inafferrabile spettro
- Edda Soligo in Tua per sempre
- Fiorella Betti in Sherlock Holmes e la perla della morte (doppiaggio tardivo)